# بلانالتو بارانا
بلانالتو، بارانا هي بلدية في ولاية بارانا في المنطقة الجنوبية من البرازيل.